# Gérard Bourgeois (filmregissör)
Gérard Bourgeois, född 18 augusti 1874 i Genève, död 15 december 1944 i Paris, var en fransk filmregissör.
Bourgeois föddes av franska föräldrar i Schweiz. Han var i början skådespelare och blev sedan regissör. Bourgeois gjorde i början historiska filmer för Les Films Lux och efter 1911 var han anställd vid Pathé. Hans senare arbeten var fransk-tyska filmer med skådespelaren och regissören Heinrich Piel.

## Filmografi (urval)
Några filmer är:
- Cæurs Brisés (1908)
- La Fille du Braconnier (1908)
- Nick Winter et le vol de la Joconde (1911, ofullbordat)
- Christophe Colomb (1916, två delar, även manusförfattare)
- Un drame sous Napoléon (1921, två delar)
- Faust (1922)
- Face à la mort (1925, fyra delar, tillsammans med Heinrich Piel)